# Jahači munje
Jahači munje je strip epizoda Dilana Doga objavljena premijerno u Srbiji u svesci #224. u izdanju Veselog četvrtka. Na kioscima se pojavila 10. aprila 2025. Koštala je 450 dinara (3,8 €; 4,1 $). Imala je 94 strane.

## Originalna epizoda
Originalna epizoda pod nazivom Cavalcandoi del fulmine objavljena je premijerno u #433. regularne edicije Dilana Doga u Italiji u izdanju Bonelija. Izašla je 30.9.2022. Koštala je 4,9 €. Scenario je naopisao Dijego Kajeli, a nacrtao Korado Roi. Naslovnu stranu su nacrtali braća Đanluka i Raul Čestaro.

## Kratak sadržaj
Prolog. Zatvor Sing Sing, 5. mart 1939. Dva policajca sprovode američkog Indijanca na električnu stolicu. Glavna priča. London danas. Čovek obučen kao indijanski poglavica pojavljuje se u parku, ali ga niko ne vidi. Miranda Poter dolazi kod Dilana, verujući da u njenoj kući živi duh u sijalici. Kada upali svetla, duh se pojavljuje u sobi. Dok šetaju ulicom, Miranda i Dilan prolaze pored zgrade u kojoj se treba otvoriti novi muzej zločina. U njemu se nalazi čuveno bure u kojem je John Hejg uklanjao leševe ljudi koje je ubio u sumpornoj kiselini. Tu je i električna stolica koja je korišćena u Sing Singu, poznata kao "Old Sparky" (stara iskričava). Vlasnik muzeja ima emotivnu privrženost prema ovim predmetima, pa mu se u jednom trenutku učini da mu se stolica obraća. Jedne večeri, vlasnik muzeja posećuje prostitutka i traži od nje da vode ljubav na električnoj stolici, ali je potom ubija sekirom. Za to vreme, Dlan istražuje Mirandin slučaj i nailazi na priču o muzeju zločina, saznajući da je jedan od najvažnijih eksponata upravo električna stolica iz Sing Singa, koja je korišćena od 1891. do 1963. godine. Istaga ga dačlje dovodi do istorije strujnog rata krajem 19. veka u Americi. Saznaje da je na stolici pogubljeno 664 osobe, dok dve osobe još uvek čekaju pogubljenje, što će dovesti do broja 666.

## Inspiracija muzikom
U epizodi se pominje heavy metal bend Metal Wasteland, te ploča grupe Metallica Ride the Lightning in 1984. godine.

## Prethodna i naredna sveska
Prethodna sveska regularne edicije nosila je naslov Zaštitiću te (#223), a naredna Paklonauti (#225).
Pogledati: Dilan Dog (spisak epizoda)